# 谐波

绳子抖动的模式是谐波

谐波是一个数学或物理学概念，是指周期函数或周期性的波形中能用常数、与原函数的最小正周期相同的正弦函数和余弦函数的线性组合表达的部分。

## 周期性波形的展开
一般周期性波形不是完美的正弦函数或余弦函数，也就是说波形存在畸变，因此根据傅立叶级数的原理，周期函数都可以展开为常数与一组具有共同周期的正弦函数和余弦函数之和。

其展开式中，常数表达的部分称为直流分量，最小正周期等于原函数的周期的部分称为基波或一次谐波，最小正周期的若干倍等于原函数的周期的部分称为高次谐波。

因此高次谐波的频率必然也等于基波的频率的若干倍，基波频率3倍的波称为三次谐波，基波频率5倍的波称为五次谐波，以此类推。不管几次谐波，他们都是正弦波。

## 谐波与泛音的区别
泛音其实就是物理学上的谐波，但次数的定义稍许有些不同，基波频率2倍的音频称之为一次泛音，基波频率3倍的音频称之为二次泛音，以此类推。

## 数学中的相关内容
- 傅立叶级数
- 傅立叶变换
- 三角函数

## 物理学中的相关内容
- 方波
- 低通滤波器
- 振荡器
- RLC电路
- 諧波 (電力)